# Kurt Paul
Kurt Paul est un acteur et cascadeur américain. Il fut entre autres la doublure d'Anthony Perkins dans le rôle de Norman Bates.

## Filmographie
- 2006 : The Confessional : Mr. Jenson
- 2005 : Supernatural : Sheriff Tillam
- 2002 : The Bike Squad : Sheriff
- 2001 : A Passion : Detective Garvin
- 2000 : Warpath
- 1996 : Fugitive X: Innocent Target : Cab Driver
- 1996 : Alien Species : Harlan Banks
- 1990 : Psychose 4 (Psycho IV: The Beginning) : Raymond Linette
- 1990 : Ghost Writer : Paul Bearer
- 1987 : Bates Motel : Norman Bates
- 1986 : Psychose 3 (Psychose III) : cascades, doublures
- 1985 : Cagney & Lacey
- 1984 : Knight Rider : Norman Baines
- 1984 : The A-Team : Intern
- 1983 : Psychose 2 : cascades, doublures
- 1979 : Skatetown, U.S.A.